# مارينا جيبوركينا
مارينا جيبوركينا (Marina Tchebourkina, Марина Николаевна Чебуркина) هي عازفة اورغ فرنسية / روسية متخصصة بعلوم الموسيقى. حاصلة على شهادة "Doctor nauk" في علوم الموسيقى وهي درجة علمية أعلى من الدكتوراه.
تعرف مارينا جيبوركينا بأنها أستاذة موسيقى أورغ الباروك الفرنسي إضافة إلى أنها سفيرة موسيقى الأورغ الروسي، وكانت أول العازفين في العالم للكثير من المؤلفات الموسيقية الروسية المعاصرة.

## السيرة الذاتية
درست مارينا جيبوركينا الموسيقى في كونسرفتوار جايكوفسكي الحكومي في موسكو وتخرجت بدرجة امتياز في عام 1989 باختصاص الاورغ وعلوم الموسيقى. أكملت دراستها العليا في اختصاص الاورغ وعلوم الموسيقى في الكونسرفتوار في عام 1992 .
ومنذ عام ظ1992 ولغاية عام 1994 وبعد حصولها على منحة من الحكومة الفرنسية درست مع ماري كلير الآن ومايكل شابوي ولويس روبيار وكذلك في ألمانيا مع هارالد فوكل.
كانت مارينا جيبوركينا منذ عام 1996 ولغاية عام 2010 عازفة الاورغ في الرويال شابيل في فرساي، وكانت منذ عام 2006 عضوا في اللجنة الوطنية الفرنسية للنصب التاريخية (قسم الاورغ).
وبحلول عام 2010 أصبحت مساعدا دائما في كونسرفتوار جايكوفسكي الحكومي في موسكو حيث تقدم الحفلات الموسيقية ودروس الماجستير والمؤتمرات العلمية العالمية وتقدم الاستشارات في مشاريع بناء الاورغ وتعمل عضوا في هيئات التحكيم الدولية لمسابقات الاورغ. ·  ·  ·  ·  ·  ·  ·  ·  ·  · 

## الدرجات العلمية
1994: دكتوراه في علوم الفن؛ وكان موضوع رسالة الدكتوراه «موسيقى الاورغ لاوليفر ميسيان» وناقشت الرسالة أمام المجلس العلمي لكونسرفتوار جايكوفسكي الحكومي في موسكو.</ref> · 
2013: درجة ما بعد الدكتوراه في علوم الفن؛ وكان عنوان الرسالة «فن اورغ الباروك الفرنسي؛ الموسيقى ومبنى الاورغ والأداء الموسيقي»؛ وناقشت الرسالة أمام المجلس العلمي لكونسرفتوار جايكوفسكي الحكومي في موسكو.</ref> ·  · 

## الأوسمة
«فارسة الفنون والآداب» (فرنسا)

## الألبومات (by Natives Éditions)

### موسيقى الفرنسية
- «كلود بالباستر في سانت روش». مارينا جيبوركينا وميشيل شابوي على الاورغ التاريخي الكبير لكنيسة سانت روش.باريس. 2 سي دي – 2002

EAN 13 : 3760075340018
- «من ملك الشمس إلى الثورة، اورغ الكنيسة الملكية في فرساي». مارينا جيبوركينا على الاورغ التاريخي الكبير للكنيسة الملكية لقصر فرساي – 2004

EAN 13 : 3760075340032
- «المعزوفات الكاملة على الاورغ للويس كلود داكين». مارينا جيبوركينا على الاورغ التاريخي الكبير للكنيسة الملكية لقصر فرساي – 2004

EAN 13 : 3760075340049
- «لويس مارجاند المعزوفات الكاملة على الاورغ». مارينا جيبوركينا على الاورغ التاريخي الكبير للكنيسة الملكية لقصر فرساي - 2 سي دي 2005

EAN 13 : 3760075340065
- «المعزوفات الكاملة على الاورغ لفرانسوا كوبرن». مارينا جيبوركينا على الاورغ التاريخي الكبير للكنيسة الملكية لقصر فرساي - 2 سي دي 2005

EAN 13 : 3760075340063
- «معزوفات الاورغ لجان جاك بوفارليت- شاربنتر». مارينا جيبوركينا على الاورغ التاريخي الكبير لكنيسة abbey في Sainte-Croix, Bordeaux. – 2 سي دي 2007

EAN 13 : 3760075340087
- «المعزوفات الكاملة على الاورغ لجاسبار كوريت». مارينا جيبوركينا على الاورغ التاريخي الكبير لكنيسة abbey في Saint-Michel-en-Thiérache. – 2 سي دي 2009

EAN 13 : 3760075340100
- «المعزوفات الكاملة على الاورغ لنيكولا دو غريني». مارينا جيبوركينا على الاورغ التاريخي الكبير لكنيسة abbey في Sainte-Croix, Bordeaux وSaint-Michel-en-Thiérache. – 2 سي دي 2015

EAN 13 : 3760075340148
Jean Adam Guilain, Complete organ works. Marina Tchebourkina at the Historical Great Organ of the Abbey-church of Saint-Michel-en-Thiérache. – 2016
EAN 13 : 3760075340155

### الموسيقى الروسية
- «قرنان من موسيقى الاورغ الروسي». مارينا جيبوركينا على الاورغ التاريخي الكبير لكنيسة Saint-Sulpice. – 2 سي دي 2003

EAN 13 : 3760075340025
- «يوري بوتسكو Great organ notebook». مارينا جيبوركينا على الاورغ التاريخي الكبير لكنيسة abbey في Saint-Etienne, Caen. 2010

EAN 13 : 3760075340117
- «ديتري ديانوف معزوفات على الاورغ بعنوان الجزيرة». مارينا جيبوركينا على الاورغ التاريخي الكبير لكنيسة abbey في Saint-Etienne, Caen. 2010

EAN 13 : 3760075340124
Youri Boutsko, Second Great Organ Notebook: Russian Images, Pictures, Legends, True and Unbelievable Stories (dédié à Marina Tchebourkina). Marina Tchebourkina at the Great Organ of the Church of St Martin, Dudelange, Luxembourg. — 2016.
EAN 13 : 3760075340162

## كتب مختارة
- مارينا جيبوركينا. الجهاز من مصلى الملكي في فرساي، ثلاثة قرون من التاريخ. 2010

ISBN-13 978–2–911662–09–6
- مارينا جيبوركينا. الباروك الفرنسي الجهاز الفني: ميوزيك، وبناء الجهاز، الأداء. 2013

ISBN-13 978–2–911662–10–2

## YouTube
- Marina Tchebourkina at the organ of the Royal Chapel, Versailles, on YouTube
- World Premiere, by Marina Tchebourkina, on YouTube: Youri Boutsko, Second Great Organ notebook (orig.: Юрий Буцко. Вторая Большая Органная тетрадь. 2010), dedicated to M. Tchebourkina
- World Premiere, by Marina Tchebourkina, on YouTube : Claude Balbastre, Concerto

## وصلات خارجية
- مارينا جيبوركينا على موقع ميوزك برينز (الإنجليزية)
- موقع الكتروني
- المنشورات العلمية
- كونسرفاتوار موسكو
- الناشر
- سوربون
- ديسكغرفي Google, iTunes, Spotify, Deezer, Qobuz